# 岡景忠
岡 景忠（おか かげただ）は、戦国時代から江戸時代前期にかけての武将。小早川氏、毛利氏の家臣で、長州藩士。通称は与次郎、与三左衛門尉。受領名は和泉守。父は岡就栄。子に岡元貞、岡元氏。

## 生涯
小早川隆景の家臣である岡就栄の子として生まれる。
永禄10年（1567年）4月17日、小早川隆景の加冠を受けて元服し、「景」の偏諱を与えられた。また、永禄年間に桂景信と共に鋳物師の活動に関する調整に当たった。
主君・隆景の使者として吉川元春や穂井田元清などの下へ派遣されているが、『小早川家文書』にある正月の座配立書には天正7年（1579年）から名が現れて上座から10番目前後に記されており、天正14年（1586年）の座配では井上春忠とほぼ同位で現れている。
天正14年（1586年）11月15日、豊臣秀吉の九州平定に出陣していた吉川元春が病死する当日に隆景から「元春の病が重くなっており見舞いたいが我等一人の事であるので是非に及ばず。其方も心を痛めていると推量している。これよりも只今一人この書状を送るが、追々申し越すだろう」との書状を送られ、元春の死の翌日である11月16日には隆景から「元春が遠行したとのこと、真に是非無き次第で言語道断であり、一身の悲しみとはこの事である」との書状を送られている。
天正18年（1590年）には隆景の家中からは離れ、小早川秀包の家臣として活動している。
慶長6年（1601年）3月22日に小早川秀包が死去すると、毛利氏に帰参した。
慶長10年（1605年）12月14日、同年に起こった五郎太石事件による毛利家中の動揺を抑えるため、毛利輝元が福原広俊をはじめとする毛利氏家臣819名の連署起請文を提出させているが、景忠も252番目に「岡与三左衛門尉」と署名している。
慶長15年（1610年）3月19日、毛利輝元から「和泉守」の受領名を与えられる。
元和6年（1620年）10月13日、病により隠居することを毛利秀就に許され、本知行は嫡男の元貞が相続し、扶持米は三男の元氏が相続することとなった。
寛永7年（1630年）8月25日に死去。